# Anthracia turcomanica
Anthracia turcomanica är en fjärilsart som beskrevs av Hugo Theodor Christoph 1893. Anthracia turcomanica ingår i släktet Anthracia och familjen nattflyn. Inga underarter finns listade i Catalogue of Life.